# Casa Malaparte

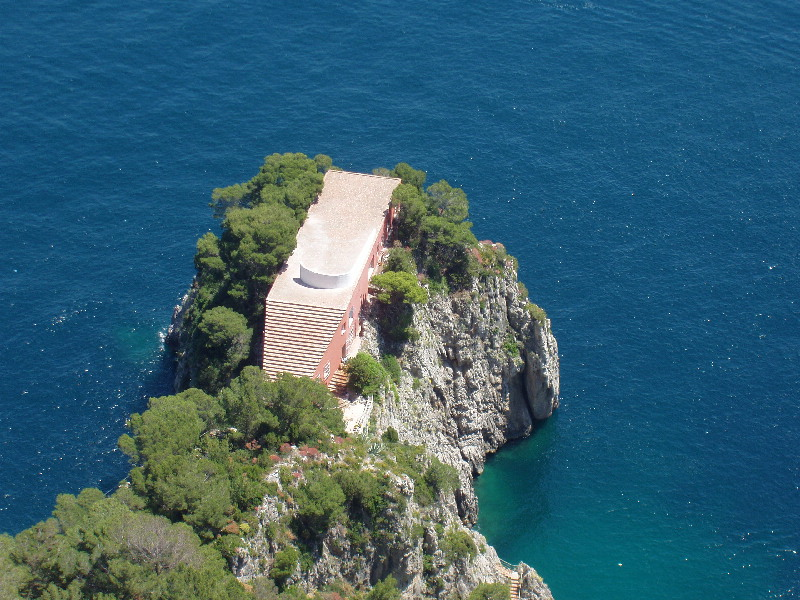
Villa Malaparte

La Casa o Villa Malaparte és una obra arquitectònica moderna de 1937 segons un projecte inicial de l'arquitecte racionalista italià Adalberto Libera. Actualment es reconeix la influència decisiva en el disseny del seu client, l'escriptor Curzio Malaparte. És construïda en un penya-segat sobre el Mediterrani, a l'est de Capri, a Itàlia.

## Història
El disseny de la casa fou ideat inicialment per Adalberto Libera el 1937. Malaparte rebutjà l'esquema inicial per considerar-ho racionalista i lineal, comparant-lo amb un búnquer o una presó, allunyat de l'esperit mediterrani. Finalment l'arquitecte i l'escriptor van discutir en començar l'obra, i fou el mateix Malaparte qui amb l'ajuda de paletes locals va culminar el projecte.
La Casa Malaparte va estar abandonada durant molt de temps després de la mort de Curzio Malaparte. Molt danyada pel temps i pel vandalisme, va fer-se un llarg i costós programa de restauració entre els anys 1980 i 1990.
Inicialment va ser deixada en herència per l'escriptor a la República Popular de la Xina. El llegat va ser impugnat per la família de Malaparte i el plet guanyat. Niccolo Rositani, el seu renebot, va ser l'artífex de la restauració i preservació d'aquesta obra d'arquitectura excepcional, en la qual nombrosos empresaris italians van participar.
Ha estat usada com escenari per a nombrosos films i anuncis, entre els que cal destacar Le mépris de Jean-Luc Godard.